# Facydes purpureomaculatus
Facydes purpureomaculatus är en stekelart som beskrevs av Cameron 1901. Facydes purpureomaculatus ingår i släktet Facydes och familjen brokparasitsteklar. Inga underarter finns listade i Catalogue of Life.